# Лијерица
Лијерица је старински музички инструмент из јужне Далмације. То је троструни гудачки инструмент поријеклом из источног Средоземља које се из Грчке крајем 18. вијека и током 19. вијека проширило Јадраном, а данас је у живој употреби у Дубровачком приморју, Жупи дубровачкој, Конавлима и на полуострву Пељешцу, као и на острвима Мљет и Ластово и на југу Херцеговине, а свира се уз традиционалне плесове од којих је најпознатији линђо. Најпознатији свирач (лијеричар, вођа), по којем се и зове плес био је Никола Лале Линђо из Жупе дубровачке.
Трупина и врат, крушколика облика, начињени су од једног комада дрвета (јаворовине или ораховине). Шупљину трупине покрива танка даска, гласњача, а поврх ње су напете 3 жице. Преко њих се повлачи гудало. Свирач лирице, лиричар, држи инструмент вертикално наслоњен на колено. Лирица најчешће прати игру, а каткад лиричар уз њу и пева.